# What's in the Eye
What's in the Eye è un singolo del gruppo musicale statunitense Grey Daze, pubblicato il 16 gennaio 2020 come primo estratto dal primo album di remix Amends.

## Descrizione
Il brano affonda le proprie origini nel 1993, quando fu scritto da Chester Bennington e Sean Dowdell per l'album d'esordio Wake Me. Successivamente è stato rivisitato anche tre anni più tardi ed incluso nel secondo album ...No Sun Today e infine registrato nuovamente dal 2017 dai componenti rimasti a seguito della scomparsa di Bennington avvenuta in quell'anno. Nonostante la parte musicale sia stata reincisa, le parti vocali di Bennington sono le medesime tratte dalla prima versione del brano.

## Video musicale
In concomitanza con il lancio del singolo, il gruppo ha presentato anche il relativo video, diretto da Zev Deans e mostrante immagini di repertorio di alcuni concerti dei Grey Daze proiettati su un occhio.

## Tracce
Testi di Chester Bennington e Sean Dowdell.
Download digitale
1. What's in the Eye – 3:25 (musica: Chester Bennington, Sean Dowdell, Jason Barnes, Jonathan Krause)

CD singolo (Stati Uniti)
1. What's in the Eye – 3:25 (musica: Chester Bennington, Sean Dowdell, Jason Barnes, Jonathan Krause)
2. Sickness – 2:51 (musica: Chester Bennington, Sean Dowdell, Mace Beyers, Bobby Benish)

## Formazione
Gruppo
- Chester Bennington – voce
- Sean Dowdell – batteria, cori
- Mace Beyers – basso
- Cristin Davis – chitarra

Altri musicisti
- Chris Traynor – chitarra aggiuntiva
- Marcos Curiel – chitarra aggiuntiva

Produzione
- Chris Traynor – produzione
- Kyle Hoffman – produzione, registrazione
- Grey Daze – coproduzione
- Jay Baumgardner – produzione esecutiva, missaggio
- Adam Schoeller – assistenza alla registrazione
- Andrea Roberts – assistenza al missaggio
- Ted Jensen – mastering

## Date di pubblicazione
| Paese                 | Data di pubblicazione | Formato           |
| --------------------- | --------------------- | ----------------- |
| Mondo                 | 16 gennaio 2020       | Download digitale |
| Italia                | 16 gennaio 2020       | Airplay           |
| Stati Uniti d'America | 5 febbraio 2020       | CD                |